# Epipleoneura protostictoides
Epipleoneura protostictoides – gatunek ważki z rodziny łątkowatych (Coenagrionidae). Został opisany w 1946 roku w oparciu o niekompletny okaz. Znany tylko z miejsca typowego w Mishuyacu w regionie Loreto w północnym Peru.